# Gordonvale
Gordonvale is een landelijke plaats ('locality'), bekend om zijn suikerriet, gelegen aan de zuidzijde van de regio Cairns van Queensland, Australië. Volgens de volkstelling van 2021 had de plaats 6.944 inwoners.

## Geografie
Gordonvale ligt ongeveer 23 km ten zuiden van het zakelijk centrum van Cairns, even ten oosten van de Gillies Range die naar het Atherton Tableland voert.
De zuidoostelijke grens wordt gevormd door de rivier de Mulgrave. Het land is meestal vlak en laaggelegen (zo'n 10 m boven de zeespiegel). Aan de oostelijke, zuidelijke en westelijke kant begint het land echter snel te stijgen. Het gebied is omringd door bergachtig terrein. Islet Hills in het noordwesten, Lamb Range in het zuidwesten, de Bellenden Ker Range in het zuiden en de Thompson Range in het oosten. Aan de westkant van de plaats ligt de Mulgrave Sugar Mill.

De Bruce Highway komt de plaats vanuit het zuidoosten binnen (Aloomba), vermijdt het centrum aan de westkant en vervolgt dan in noordelijke richting om in Wrights Creek te eindigen
De North Coast railway line komt ook uit het zuidoosten vanuit Aloomba, doorkruist de plaats en gaat verder naar het noorden naar Wrights Creek. De trein stopt in station Gordonvale, vlak naast de suikermolen. Het vroegere station Meringa in het centrum is niet langer in gebruik. Er is een uitgebreid netwerk van spoorlijnen voor het vervoer van suikerriet die naar de suikermolen voeren. 

## Geschiedenis
Gordonval is gesticht op het land van de Yidinji-stam. De Britse nederzetting werd in 1877 door William Saunders Alley en Mr Blackwell en hun familie gesticht. Zijlegden een weg door de Trinity Inlet aan om cederbalken te kunnen binnenhalen. Alley noemde het Plain Camp.
. Tegen 1880 werd er door mijnbouwers druk van de weg gebruik gemaakt. Zij stichtten het Riverstone Hotel om de handelslieden ten dienste te zijn. Daarna ontwikkelde zich een plaatsje met drie kroegen, een winkel en een slachter, John Gordon genaamd. Andrew Leon, een Chinees zakenman bouwde in 1882 de eerste suikermolen, Pioneer Mill, in de regio Cairns en stichtte de Hap Wah-plantage. Daarna volgden er meer suikerplantages en -molens.
In 1890 werd de plaats bekend onder de naam Mulgrave In 1896 werd het Nelson genoemd, naar Sir Hugh Muir Nelson, de premier van Queensland. Dit leidde echter tot verwarring omdat er een andere premier van die naam was. Op 24 januari 1914 werd de plaats officieel tot Gordonvale omgedoopt naar de slager John Gordon, die ook in zuivel handelde en een vroege directeur van de Mulgrave suikermolen geweest was. 
De suikerteelt werd geplaagd door een tweetal inheemse insecten, de Frenchi-kever Lepidiota frenchi en de grijsrugrietkever Dermolepida albohirtum. De larven ervan richtten een ware plaag aan en men dacht daarvoor een oplossing te hebben door in 1935 de reuzenpad uit Hawaï in te voeren. Het werd geen succes. De padden lieten de plaaginsecten ongemoeid maar verspreidden zich wel razendsnel vanuit Gordonvale over grote delen van Australië waar ze nog steeds voor grote problemen zorgen.
Gedurende WOII waren er zo'n 3.000 Amerikaanse parachutisten in Gordonvale gelegerd met het oog op acties op Nieuw-Guinea.
Gordonvale is de typelocatie voor de parasitoïde galwesp Closterocerus chamaeleon.

## Geboren
- Adam Sarota (* 1988), voetballer

## Galerij

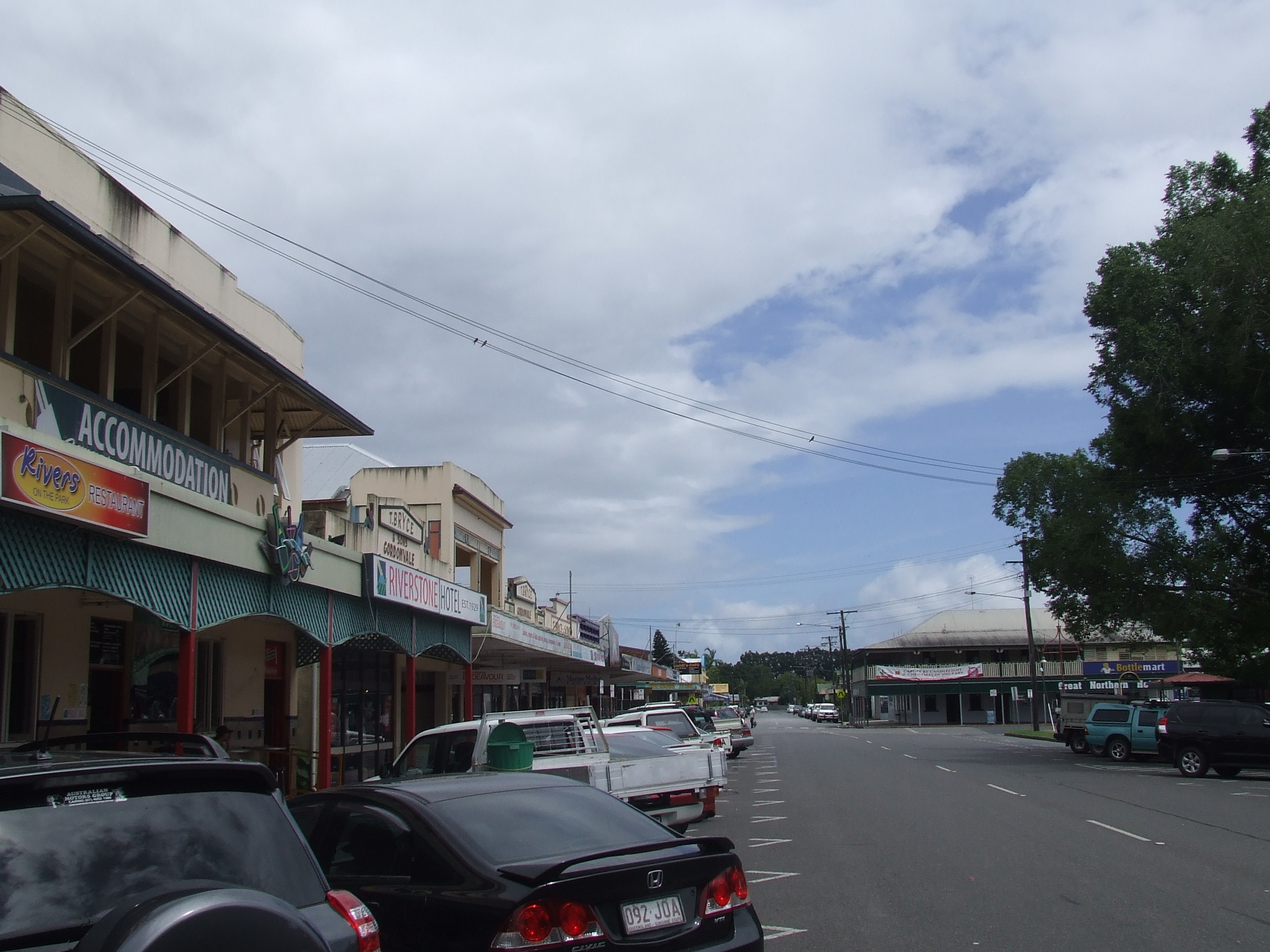
Norman Street, even buiten het stadspark
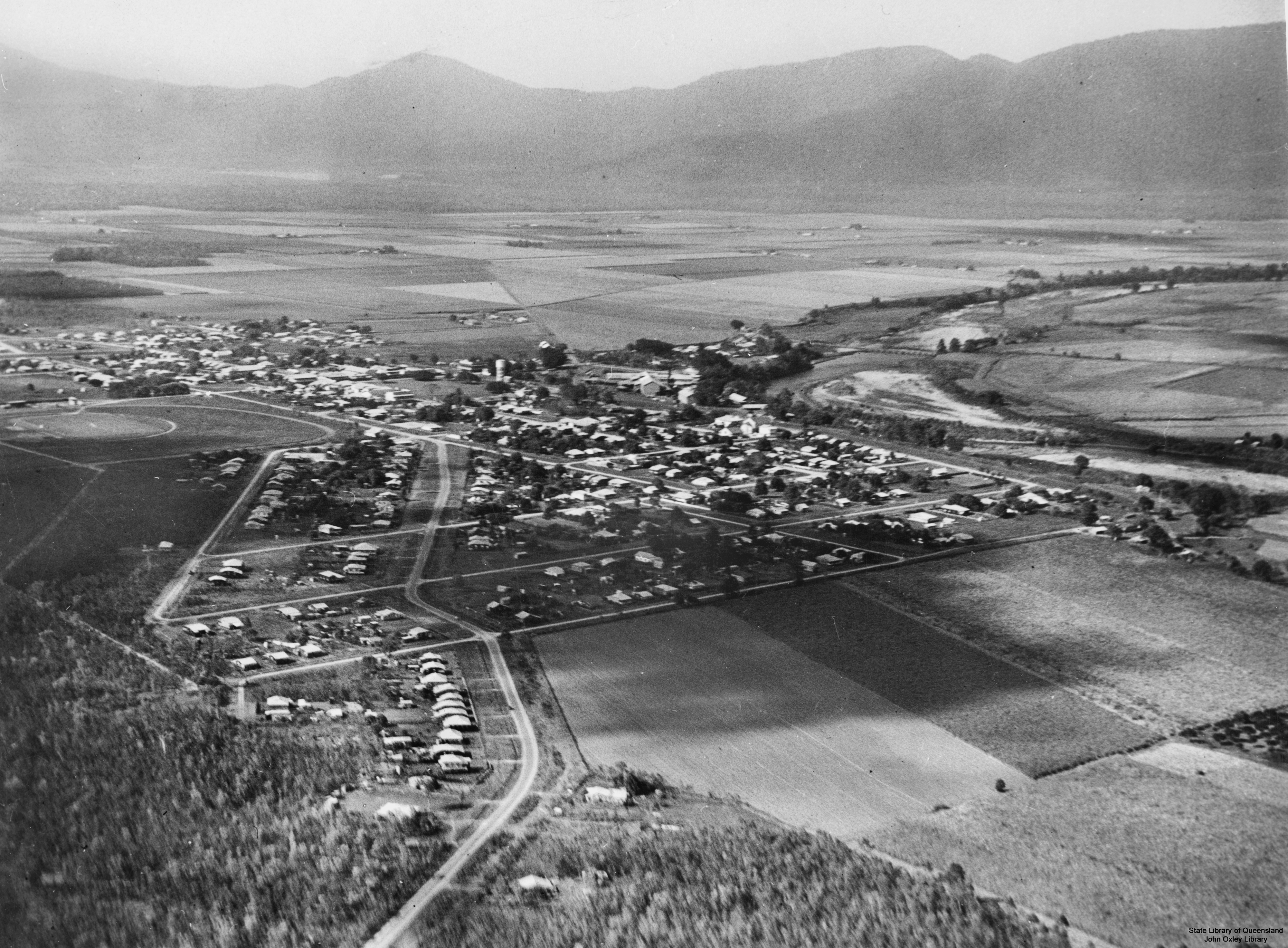
Luchtfoto van Gordonvale, 1937